# Dennis Davis
Dennis Davis (New York, 28 augustus 1949 - 6 april 2016) was een Amerikaans drummer. Hij is voornamelijk bekend van zijn werk met de Britse zanger David Bowie, voor wie hij in de tweede helft van de jaren 70 voor muzikale begeleiding zorgde. Daarnaast was hij sessiemuzikant voor een groot aantal andere artiesten, waaronder Roy Ayers, George Benson en Stevie Wonder.

## Carrière
Davis was een studiegenoot van Max Roach en Elvin Jones. In 1967 werd hij lid van de band van Clark Terry. In 1969 en 1970 was hij in dienst bij de United States Navy en werd hij op de USS Rowan (DD-782) uitgezonden naar de Vietnamoorlog.
In 1973 kwam Davis in de band van Roy Ayers terecht, waar hij gitarist Carlos Alomar ontmoette. In 1974 vroeg David Bowie aan Davis of hij de drums wilde inspelen op twee nummers van zijn album Young Americans, wat ook gebeurde. Hij is te horen op de cover van "Across the Universe" en op de hitsingle "Fame". Samen met Alomar en bassist George Murray vormde Davis tussen 1975 en 1980 de begeleidingsband van Bowie. Hij speelde op zeven achtereenvolgende albums van de zanger. Zijn bijdrage op het album Low is van grote invloed geweest op latere albums van Bowie. Ook was hij samen met Bowie en Murray co-auteur van het nummer "Breaking Glass", afkomstig van dit album.
Later in de jaren '70 werkte Davis samen met Stevie Wonder en speelde tot aan de tweede helft van de jaren '80 op vier van zijn albums. Aan het begin van de jaren '00 was hij percussionist tijdens optredens van Bowie, waaronder zijn laatste tournee, de A Reality Tour. De drummer van deze band was Sterling Campbell, een voormalige student van Davis.
Op 6 april 2016 overleed Davis op 66-jarige leeftijd aan kanker. Hij liet vier kinderen achter. Zijn jongste zoon Hikaru maakte tussen 2016 en 2019 een serie met interviews met muzikanten die zijn vader goed kende. Een andere zoon, T-Bone Motta, is sinds 2012 de drummer van Public Enemy.

## Discografie

### Met David Bowie
- 1975: Young Americans
- 1976: Station to Station
- 1977: Low
- 1977: "Heroes"
- 1978: Stage
- 1979: Lodger
- 1980: Scary Monsters (and Super Creeps)
- 2017: Live Nassau Coliseum '76 (opgenomen in 1976)
- 2018: Welcome to the Blackout (Live London '78) (opgenomen in 1978)
- 2020: I'm Only Dancing (The Soul Tour 74) (opgenomen in 1974)

### Met Roy Ayers
- 1973: Red, Black and Green
- 1973: Coffy
- 1973: Virgo Red
- 1975: A Tear to a Smile
- 1976: Vibrations
- 1978: Step In to Our Life
- 1979: You Send Me
- 1979: No Stranger to Love
- 1987: I'm the One for Your Love Tonight
- 1989: Wake Up
- 1992: Double Trouble
- 1993: Good Vibrations
- 1994: The Essential Groove - Live
- 1995: Naste
- 2004: Mahogany Vibe

### Met andere artiesten
- 1975: Cheshire Cat (met Ronnie Foster)
- 1975: Good King Bad (met George Benson)
- 1977: The Idiot (met Iggy Pop)
- 1978: Love Satellite (met Ronnie Foster)
- 1979: Where There's Smoke... (met Smokey Robinson)
- 1979: Journey Through The Secret Life of Plants (met Stevie Wonder)
- 1979: Delight (met Ronnie Foster)
- 1980: Let's Get Serious (met Jermaine Jackson)
- 1980: Hotter than July (met Stevie Wonder)
- 1982: Stevie Wonder's Original Musiquarium I (met Stevie Wonder)
- 1982: Guts for Love (met Garland Jeffreys)
- 1983: Pacific Fire (met George Benson)
- 1987: Characters (met Stevie Wonder)